# Mcnearite
La mcnearite è un minerale.